# Hồ sơ chết (phim)
Hồ sơ chết (tựa gốc tiếng Anh: The X-Files: I Want to Believe) là phim điện ảnh giật gân siêu nhiên của Mỹ năm 2008 do Chris Carter đạo diễn, với kịch bản do Carter và Frank Spotnitz chắp bút. Đây là phần phim điện ảnh thứ hai trong nhượng quyền The X-Files do Carter sáng tạo, tiếp nối phim điện ảnh năm 1998. Ba diễn viên chính từ loạt phim truyền hình là David Duchovny, Gillian Anderson và Mitch Pileggi đều tái xuất trong phim để lần lượt đảm nhận những vai diễn tương ứng của họ là Fox Mulder, Dana Scully và Walter Skinner. Phim từng khởi chiếu tại Việt Nam vào ngày 22 tháng 8 năm 2008.